# Reginaldo Toro
Reginaldo Toro (12 d'agost de 1839, San Miguel de Tucumán - † 22 d'agost de 1904, Córdoba, Argentina) fou un frare dominic bisbe de Córdoba entre el 1888 i el 1904.

## Biografia
Entrà a l'Orde de Predicadors i fou ordenat sacerdot el 1862. L'octubre del 1886 fundà l'orde de les Germanes Terciàries Dominiques de Sant Josep, que en l'actualitat es dediquen a l'ensenyament primari i secundari, i tenen diverses llars per a menors en situació de risc.
El 1868 fou nomenat prior del convent de dominics de Córdoba, i entre el 1877 i el 1885 fou provincial dels dominics; la província incloïa aleshores la totalitat de l'Argentina i l'estat de l'Uruguai.
Fou nomenat bisbe de Córdoba el 1888, consagrat per l'arquebisbe de Buenos Aires, Federico León Aneiros, el 19 d'agost del 1888, pocs dies després s'instal·là a Córdoba.
Dedicà el seu mandat especialment a visitar les parròquies de tota la seva diòcesi, especialment a les localitats més petites, moltes d'elles sense sacerdots; contínuament partia en missions a aquests vilatges, acompanyat del clergat seglar de la capital, apropant-lo als pobles de l'interior i evitant que es concentressin només a la capital. Fundà una sucursal provincial de l'Obra Pontifícia de la Propagació de la Fe, amb els seus capítols locals a diversos pobles.
Durant el seu mandat, sobretot per la vocació missionera del bisbe, prengué contacte repetidament amb l'acció del capellà José Gabriel Brochero a la vall de Traslasierra. El 1898, volent premiar la seva intensa activitat i donar-li un temps de repòs, el nomenà canonge de la catedral de Córdoba; però Brochero hi renuncià quatre anys després i tornà a les muntanyes, on morí dotze anys més tard.
Viatjà a Roma per participar en el Concili Plenari de l'Amèrica Llatina, que tingué lloc entre maig i juliol del 1898. També es preocupà per la premsa catòlica, i fundà el periòdic Los Principios. Inaugurà diverses escoles, de les quals la més coneguda fou el Col·legi de Sant Tomàs d'Aquino de Córdoba.